# Verse Chorus Verse
Verse Chorus Verse — неизданный концертный альбом американской гранж-группы Nirvana, выход которого был запланирован на 1 ноября 1994 года. Согласно изначальной задумке проект должен был представлять собой двойной альбом, содержащий материал с живыми выступлениями на первом компакт-диске и концерт MTV Unplugged in New York — на втором. Тем не менее, релиз был отменён, так как после самоубийства Курта Кобейна оставшимся участникам группы — Кристу Новоселичу и Дэйву Гролу — было сложно работать над проектом в психологическом плане. По словам музыкантов, над ними сильно довлела смерть их товарища, произошедшая в начале того же года.
Список композиций альбома сильно отличался от того, что в итоге было выпущено на следующем полноценном концертном релизе Nirvana — From the Muddy Banks of the Wishkah, 1996 года. Название альбома являлось саркастическим выпадом группы в сторону стандартного формата создания песен в рок-музыке, а также ссылалось на одноимённую композицию коллектива, которая фигурировала в благотворительном альбоме No Alternative (1993). В конце 2019 года в сети был опубликован концепт-арт обложки альбома, созданный постоянным дизайнером группы Робертом Фишером.

## История
Звукозаписывающий лейбл DGC Records анонсировал выпуск Verse Chorus Verse в августе 1994 года. Это должен был быть двойной альбом с концертными записями, освещающими всю карьеру Nirvana — на первом диске и выступлением группы на шоу «MTV Unplugged» — на втором. Запланированной датой релиза значилось 1 ноября того же года. В октябре британский музыкальный еженедельник Music Week сообщил информацию, что Verse Chorus Verse будет выпущен за две недели до первого видеосборника Nirvana, Live! Tonight! Sold Out!!, выход которого (в этой стране) состоялся 14 ноября, и что эти два релиза будут продвигаться параллельно. Однако, в итоге, оставшиеся музыканты Nirvana — басист Крист Новоселич и барабанщик Дэйв Грол — были вынуждены полностью отменить проект, так как не нашли тогда в себе сил работать с записями Курта Кобейна, умершего несколькими месяцами ранее. Тем не менее, журнал Cashbox опубликовал новости, что выпуск альбом всё же запланирован на 3 сентября 1994 года, через неделю объявив, что планы изменились и к релизу готовится только выступление группы на шоу.
По словам Джима Мерлиса, главы Geffen Records, к выпуску альбомов его подтолкнул высокий спрос на новые записи Nirvana и тот факт, что сет группы из передачи «Unplugged» уже широко разошелся в качестве бутлега.
Несмотря на то, что у представителей DGC сложилось впечатление, что работа над Verse Chorus Verse не подвинулась сколько-нибудь далеко, Джим Мерлис в интервью Джиллиан Гаар для журнала Goldmine 1997 года настаивал на том, что весь материал был уже полностью смикширован: «Он представлял собой полноценный альбом. И отличался от того, что было выпущено впоследствии (Wishkah). [В 1996 году] они вернулись [в студию] и начали с чистого листа — работая над новым концертником, так как у них уже было некоторое видение [будущего] релиза». Также, есть информация, что для Verse Chorus Verse была полностью подготовлена телевизионная реклама.

## Список композиций

### Первый диск
Слова и музыка всех песен — написаны Куртом Кобейном, за исключением отмеченных.
| №                   | Название | Автор                                   | Длительность |
| ------------------- | --- | --------------------------------------- | ------------ |
| 1.                  | «Drain You» (Эта же версия была выпущена в альбоме From the Muddy Banks of The Wishkah. Аудиозапись была сделана на концертной площадке O’Brien Pavillion при помощи передвижной студии радиокомпании Westwood One, 28 декабря 1991 в Дель Мар, Калифорния.)                                  |                                         | 3:34         |
| 2.                  | «Aneurysm» (Эта же версия была выпущена в альбоме From the Muddy Banks of The Wishkah. Аудиозапись была сделана на концертной площадке O’Brien Pavillion при помощи передвижной студии радиокомпании Westwood One, 28 декабря 1991 в Дель Мар, Калифорния.)                                   | Курт Кобейн, Крист Новоселич, Дэйв Грол | 4:31         |
| 3.                  | «Breed» (Эта версия отличалась от выпущенной в From the Muddy Banks of The Wishkah. Аудиозапись была сделана на концертной площадке O’Brien Pavillion при помощи передвижной студии радиокомпании Westwood One, 28 декабря 1991 в Дель Мар, Калифорния.)                                      |                                         | 3:17         |
| 4.                  | «Serve the Servants» (Аудиозапись была сделана на концертной площадке Seattle Center Arena, 7 января 1994 в Сиэтле, штат Вашингтон.) |                                         | 3:57         |
| 5.                  | «Smells Like Teen Spirit» (Эта же версия была выпущена в альбоме From the Muddy Banks of The Wishkah. Аудиозапись была сделана на концертной площадке O’Brien Pavillion при помощи передвижной студии радиокомпании Westwood One, 28 декабря 1991 в Дель Мар, Калифорния.)                    | Курт Кобейн, Крист Новоселич, Дэйв Грол | 4:47         |
| 6.                  | «Spank Thru» (Эта версия отличалась от выпущенной в From the Muddy Banks of The Wishkah. Сведением занимался Крейг Монтгомери. Аудиозапись была сделана на концертной площадке Astoria Theatre, 3 декабря 1989 года в Лондоне.)                                                               |                                         | ~2:50        |
| 7.                  | «Sliver» (Эта версия отличалась от выпущенной в From the Muddy Banks of The Wishkah. Аудиозапись была сделана на концертной площадке O’Brien Pavillion при помощи передвижной студии радиокомпании Westwood One, 28 декабря 1991 в Дель Мар, Калифорния.)                                     |                                         | 1:57         |
| 8.                  | «Dive» (Сведением занимался Крейг Монтгомери. Аудиозапись была сделана на концертной площадке Astoria Theatre, 3 декабря 1989 года в Лондоне.) | Курт Кобейн, Крист Новоселич            | ~3:36        |
| 9.                  | «Lithium» (Эта версия отличалась от выпущенной в From the Muddy Banks of The Wishkah. Аудиозапись была сделана на концертной площадке O’Brien Pavillion при помощи передвижной студии радиокомпании Westwood One, 28 декабря 1991 в Дель Мар, Калифорния.)                                    |                                         | 4:43         |
| 10.                 | «Rape Me» (Аудиозапись была сделана на концертной площадке Paramount Theatre, 31 октября 1991 года в Сиэтле, штат Вашингтон.) |                                         | 3:04         |
| 11.                 | «School» (Эта версия отличалась от выпущенной в From the Muddy Banks of The Wishkah. Сведением занимался Крейг Овербэй. Аудиозапись была сделана на концертной площадке San Diego Sports Arena, 29 декабря 1993 года в Сан-Диего, Калифорния.)                                                |                                         | ~2:30        |
| 12.                 | «Sappy (Verse Chorus Verse)» (Аудиозапись была сделана на концертной площадке l'Usine, 29 ноября 1989 года в Женеве, Швейцария.) |                                         | 2:57         |
| 13.                 | «Negative Creep» (Эта же версия была выпущена в альбоме From the Muddy Banks of The Wishkah. Аудиозапись была сделана на концертной площадке Paramount Theatre, 31 октября 1991 года в Сиэтле, штат Вашингтон.)                                                                               |                                         | 2:43         |
| 14.                 | «Heart-Shaped Box» (Эта версия отличалась от выпущенной в From the Muddy Banks of The Wishkah. Сведением занимался Крейг Овербэй. Перемикширована Скоттом Литтом. Аудиозапись сделана во время выступления группы на шоу MTV “Live and Loud”, 13 декабря 1993 года в Сиэтле, штат Вашингтон.) |                                         | 4:38         |
| 15.                 | «Blew» (Эта версия отличалась от выпущенной в From the Muddy Banks of The Wishkah. Сведением занимался Крейг Овербэй. Перемикширована Скоттом Литтом. Аудиозапись сделана во время выступления группы на шоу MTV “Live and Loud”, 13 декабря 1993 года в Сиэтле, штат Вашингтон.)             |                                         | 3:39         |
| 16.                 | «Scentless Apprentice» (Эта же версия была выпущена в альбоме From the Muddy Banks of The Wishkah. Сведением занимался Скотт Литт. Аудиозапись сделана во время выступления группы на шоу MTV “Live and Loud”, 13 декабря 1993 года в Сиэтле, штат Вашингтон.)                                | Курт Кобейн, Крист Новоселич, Дэйв Грол | 3:31         |
| 17.                 | «Territorial Pissings» (Аудиозапись была сделана на концертной площадке O’Brien Pavillion при помощи передвижной студии радиокомпании Westwood One, 28 декабря 1991 в Дель Мар, Калифорния.)                                                                                                  | Курт Кобейн, Чет Пауэрс                 | 2:45         |
| Общая длительность: | Общая длительность: | Общая длительность:                     | ~58:59       |

### Второй диск: «MTV Unplugged In New York»
Список треков и их хронометраж взяты с официальной аудиокассеты. Материал записан в Sony Music Studios, Нью-Йорк, 18 ноября 1993 года.
Слова и музыка всех песен — написаны Куртом Кобейном, за исключением отмеченных.
| №                   | Название                              | Автор                                | Длительность |
| ------------------- | ------------------------------------- | ------------------------------------ | ------------ |
| 1.                  | «About a Girl»                        |                                      | 3:37         |
| 2.                  | «Come as You Are»                     |                                      | 4:13         |
| 3.                  | «Jesus Doesn’t Want Me For A Sunbeam» | Юджин Келли, Фрэнсис Макки           | 4:37         |
| 4.                  | «The Man Who Sold the World»          | Дэвид Боуи                           | 4:20         |
| 5.                  | «Pennyroyal Tea»                      |                                      | 3:40         |
| 6.                  | «Dumb»                                |                                      | 2:52         |
| 7.                  | «Polly»                               |                                      | 3:16         |
| 8.                  | «On a Plain»                          |                                      | 3:44         |
| 9.                  | «Something in the Way»                |                                      | 4:01         |
| 10.                 | «Plateau»                             | Курт Кирквуд                         | 3:38         |
| 11.                 | «Oh, Me»                              | Курт Кирквуд                         | 3:26         |
| 12.                 | «Lake of Fire»                        | Курт Кирквуд                         | 2:55         |
| 13.                 | «All Apologies»                       |                                      | 4:23         |
| 14.                 | «Where Did You Sleep Last Night?»     | Народная песня; аранжировка Ледбелли | 5:07         |
| Общая длительность: | Общая длительность:                   | Общая длительность:                  | 53:50        |

## Участники записи
| Первый диск: Nirvana - Курт Кобейн — ведущий вокал, гитара - Крист Новоселич — бас-гитара - Чэд Ченнинг — ударные в композициях «Sappy (Verse Chorus Verse)», «Spank Thru» и «Dive». - Дэйв Грол — ударные во всех композициях, за исключением 6, 8 и 12. Дополнительные музыканты - Пэт Смир — ритм-гитара в композициях «Serve The Servants», «Heart-Shaped Box», «School» и «Scentless Apprentice». - Лори Голдстон — виолончель в композиции «Blew». | Второй диск: Nirvana - Курт Кобейн — ведущий вокал, акустическая гитара, за исключением композиций 10, 11 и 12. - Крист Новоселич — акустический бас, аккордеон в композиции 3, акустическая ритм-гитара в композициях 10, 11 и 12. - Дэйв Грол — ударные, бэк-вокал, акустический бас в композиции 3. - Пэт Смир — акустическая гитара, за исключением композиций 5, 10, 11 и 12. Дополнительные музыканты - Лори Голдстон — виолончель, за исключением композиций 1, 2, 5, 10, 11 и 12. Meat Puppets - Кирквуд Крис — акустический бас и бэк-вокал в композициях 10, 11 и 12. - Курт Кирквуд — ведущая акустическая гитара в композициях 10, 11 и 12. |  |

## Галерея

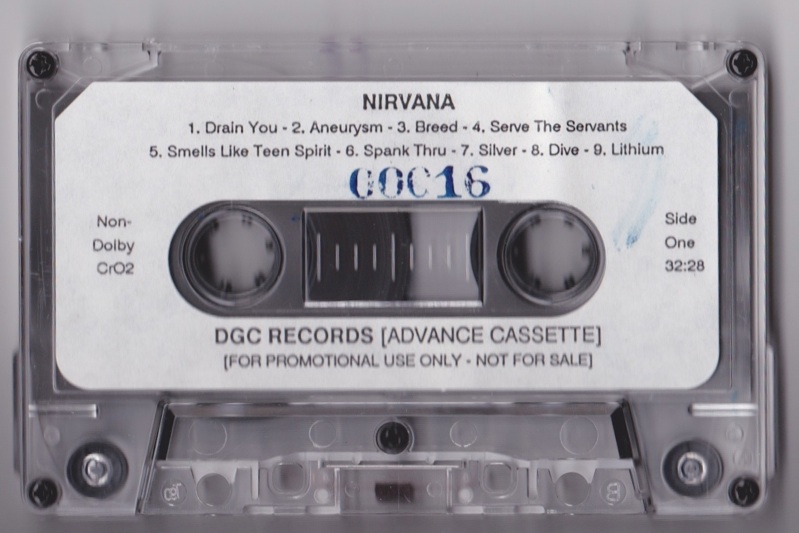
Verse Chorus Verse промо-кассета (первая сторона)
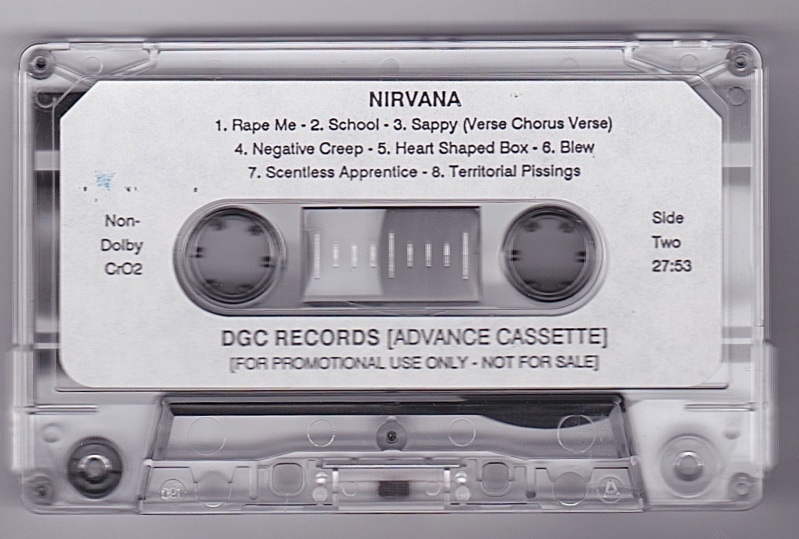
Verse Chorus Verse промо-кассета (вторая сторона)